# Vernon (Florida)
Vernon ist eine Stadt im Washington County im US-Bundesstaat Florida. Das U.S. Census Bureau hat bei der Volkszählung 2020 eine Einwohnerzahl von 732 ermittelt.

## Geographie
Vernon liegt rund 25 km südwestlich von Chipley sowie etwa 140 km westlich von Tallahassee.

## Demographische Daten
Laut der Volkszählung 2010 verteilten sich die damaligen 687 Einwohner auf 510 Haushalte. Die Bevölkerungsdichte lag bei 56,3 Einw./km². 78,7 % der Bevölkerung bezeichneten sich als Weiße, 14,3 % als Afroamerikaner, 3,5 % als Indianer und 0,3 % als Asian Americans. 1,3 % gaben die Angehörigkeit zu einer anderen Ethnie und 1,9 % zu mehreren Ethnien an. 3,9 % der Bevölkerung bestand aus Hispanics oder Latinos.
Im Jahr 2010 lebten in 29,2 % aller Haushalte Kinder unter 18 Jahren sowie 29,6 % aller Haushalte Personen mit mindestens 65 Jahren. 65,0 % der Haushalte waren Familienhaushalte (bestehend aus verheirateten Paaren mit oder ohne Nachkommen bzw. einem Elternteil mit Nachkomme). Die durchschnittliche Größe eines Haushalts lag bei 2,41 Personen und die durchschnittliche Familiengröße bei 2,96 Personen.
25,9 % der Bevölkerung waren jünger als 20 Jahre, 22,3 % waren 20 bis 39 Jahre alt, 28,2 % waren 40 bis 59 Jahre alt und 23,4 % waren mindestens 60 Jahre alt. Das mittlere Alter betrug 41 Jahre. 48,5 % der Bevölkerung waren männlich und 51,5 % weiblich.
Das durchschnittliche Jahreseinkommen lag bei 30.417 $, dabei lebten 36,3 % der Bevölkerung unter der Armutsgrenze.
Im Jahr 2000 war Englisch die Muttersprache von 97,84 % der Bevölkerung und spanisch sprachen 2,16 %.

## Sehenswürdigkeiten
Die Moss Hill Church ist seit dem 7. November 1983 im National Register of Historic Places gelistet.

## Verkehr
In Vernon mündet die Florida State Road 277 in die Florida State Road 79.
Der nächste Flughafen ist der rund 50 Kilometer südlich gelegene Northwest Florida Beaches International Airport.